# Kethohalli Ramapura, Bangalore South
Kethohalli Ramapura là một làng thuộc tehsil Bangalore South, huyện Bangalore Urban, bang Karnataka, Ấn Độ.